# Piero Agnetti
Piero Agnetti all'anagrafe Antonio Agnetti (Villafranca in Lunigiana, 28 gennaio 1938) allievo dei maestri Ernesto Bonera e Aldo Carpi. Nato a Virgoletta in Lunigiana ha iniziato la sua opera artistica a partire dal 1952, quando la famiglia si è trasferita a Brescia, frequentando il gruppo artistico "La Tavolozza", successivamente confluito nell'"AAB Associazione Artisti Bresciani". Del variegato gruppo artistico bresciano, oltre ad Agnetti, facevano parte Fiore Camerlengo, Martino Dolci, Tita Mozzoni, Giuseppe Mozzoni, Oscar Di Prata, Ettore Schinetti e altri. La carriera artistica di Agnetti si è poi sviluppata autonomamente con numerose mostre personali e riconoscimenti internazionali.

## L'arte sacra e lo sport
Dopo un ventennio di intense attività espositive in gallerie e di concorsi artistici(nel 1983 celebra la propria attività con la mostra "Nozze d'Argento con la Tavolozza" a Brescia e nel 1988 allestisce l'ultima mostra personale presso la galleria "Salammbo" di Parigi), gli anni Ottanta segnano per Agnetti una fase di riflessione; si dedica ad una serie di committenze di grandi dimensioni per luoghi di culto. Realizza "Sant'Antonio adorante" per la parrocchiale di Collebeato nel 1982. Nel 1984 "Ascensione di Gesù" per la chiesa parrocchiale di Costorio, nello stesso anno realizza le due grandi tavole, "l'Ultima Cena" e "La Crocifissione" per il presbiterio del Santuario della Madonna della Neve di Virgoletta.
Si dedica negli anni Novanta alla ritrattistica legata al mondo sportivo, in particolare a quello del ciclismo professionistico. 
Prosegue anche negli anni Duemila la realizzazione di opere per luoghi di culto, realizza nel 2006 “Il pianto” e nel 2007 “San Rocco” per la chiesa di San Rocco di Virgoletta. Nel 2010 la Diocesi di Brescia gli commissiona il ritratto di mons Bruno Foresti, Vescovo Emerito di Brescia, per la nuova sede della Casa di Formazione Bruno Foresti voluta dal vescovo Luciano Monari.

## Mostre antologiche
- Nozze d'Argento con la Tavolozza, Galleria San Gaspare, Brescia, 1983.
- Agnetti 70, Spazi Espositivi dell'Aeroporto “Gabriele D'Annunzio”, Montichiari, 2008.